# Переясловский сельсовет (Амурская область)
Переясло́вский сельсове́т — сельское поселение в Октябрьском районе Амурской области.
Административный центр — село Переясловка.
Законом Амурской области от 22 мая 2020 года № 530-ОЗ в июне 2020 года Переясловский сельсовет был присоединён к Песчаноозёрскому сельсовету.

## История
17 марта 2005 года в соответствии с Законом Амурской области № 457-ОЗ муниципальное образование наделено статусом сельского поселения.

## Население
| 2002 | 2010 | 2011 | 2012 | 2013 | 2014 | 2015 |
| ---- | ---- | ---- | ---- | ---- | ---- | ---- |
| 398  | ↘247 | ↘245 | ↘233 | ↘220 | ↘208 | ↗210 |
| 2016 | 2017 | 2018 |      |      |      |      |
| ↘193 | ↘178 | ↘161 |      |      |      |      |

## Состав сельского поселения
| № | Населённый пункт | Тип населённого пункта       | Население |
| - | ---------------- | ---------------------------- | --------- |
| 1 | Переясловка      | село, административный центр | ↘57       |
| 2 | Преображеновка   | село                         | ↘104      |